# Antti Miettinen
Antti Miettinen, född 3 juli 1980 i Tavastehus, Finland, är en finländsk professionell ishockeyspelare som sedan säsongen 2015/16 spelar för HPK i FM-ligan. Han listades som 224:e spelare totalt i NHL-draften 2000 av Dallas Stars.
Miettinens hittills bästa säsong rent poängmässigt i NHL var 2008–09 då han svarade för 15 mål och 44 poäng på 82 spelade matcher.
Miettinen har även representerat det finländska ishockeylandslaget vid ett flertal tillfällen.